# It Should Be Easy
It Should Be Easy è un singolo della cantante statunitense Britney Spears, pubblicato il 13 giugno 2014 come terzo estratto dall'ottavo album in studio Britney Jean.

## Descrizione
Il brano It Should Be Easy, in collaborazione con will.i.am, leader dei The Black Eyed Peas, è un'up-tempo elettrodance. Non si tratta di un ufficiale terzo singolo estratto dall'album, poiché né Britney Spears né il suo team hanno mai dato tale conferma in merito, in quanto si considera Perfume come seconda ed ultima traccia estratta dal disco. Il brano però è considerato singolo ufficiale solo per il mercato italiano pubblicato il 13 giugno 2014 nelle radio.
La canzone è stata caricata sul canale Vevo della cantante il 24 gennaio 2014 ed è stata usata come sigla del programma tedesco Next Top Model.

## Classifiche
| Classifica (2013) | Posizione massima |
| ----------------- | ----------------- |
| Canada            | 88                |
| Francia           | 121               |
| Corea del Sud     | 2                 |
| Svizzera          | 71                |
| Belgio (Fiandre)  | 69                |
| Giappone          | 84                |
| Messico           | 90                |